# Harry und Sally
Harry und Sally ist eine Liebeskomödie des Regisseurs Rob Reiner aus dem Jahr 1989 mit Billy Crystal und Meg Ryan in den Hauptrollen. Das Drehbuch schrieb Nora Ephron.

## Handlung
Der Film erzählt die Geschichte einer langsam wachsenden Freundschaft und Liebe. Die Handlung wird immer wieder unterbrochen durch kurze Passagen, in denen alte Ehepaare erzählen, wie sie sich kennen und lieben gelernt haben.
Harry und Sally, die beide 1977 ihren College-Abschluss an der University of Chicago gemacht haben, lernen sich auf einer gemeinsamen Autofahrt nach New York kennen. Die 18-stündige Reise stellt sich als wenig harmonisch heraus, da beide ständig unterschiedlicher Meinung sind. So ist Harry der Meinung, Männer und Frauen könnten niemals Freunde sein, weil ihnen immer der Sex dazwischen komme. Sally widerspricht dieser Auffassung. In New York angekommen, trennen sie sich sofort wieder. Fünf Jahre später treffen sich die beiden zufällig am Flughafen und im Flugzeug. Sally ist zu diesem Zeitpunkt mit Joe zusammen und Harry ist mit Helen verlobt. Die gegenseitige Sympathie ist seit ihrer ersten Begegnung nicht gewachsen.
Weitere fünf Jahre später begegnen sie sich wiederum zufällig in einem New Yorker Buchladen. Als sie ins Gespräch kommen, erfahren sie, dass sie beide frisch von ihren Partnern getrennt sind. Sie verabreden sich, führen lange Telefongespräche und werden schließlich doch zu Freunden. Sie gehen aus und verbringen viel Zeit zusammen, vermeiden es aber, sich näher zu kommen, um die neu entstandene Beziehung nicht zu gefährden. Vielmehr versuchen sie, den jeweils anderen mit einem Freund und einer Freundin zu verkuppeln. Das führt jedoch nur dazu, dass diese beiden, Marie und Jess, sich ineinander verlieben. In Gesprächen mit Marie und Jess reflektieren Sally und Harry wiederholt die Entwicklung ihrer Beziehung. Auf einer Silvesterparty kommen sich Harry und Sally näher und vereinbaren, auch den nächsten Jahreswechsel gemeinsam zu feiern, falls sie beide dann noch solo sein sollten.
Eines Abends ruft Sally weinend bei Harry an, weil sie gerade erfahren hat, dass ihr Ex-Freund Joe heiraten wird. Harry kommt sofort zu ihr, um sie zu trösten. Der Abend endet damit, dass sie Sex miteinander haben. Am nächsten Morgen flüchtet Harry mit einer Ausrede aus der Wohnung. Sally ist verletzt, sie ruft Harry nicht mehr an, und die Freundschaft kühlt ab.
Zu Silvester geht Sally auf die Party, die sie ursprünglich gemeinsam mit Harry besuchen wollte, fühlt sich dort aber fehl am Platz und will noch vor Mitternacht nach Hause. Auch Harry wandert an diesem Abend alleine durch die Straßen und redet sich ein, dass es ihm auch allein gut gehe. Als er am Washington Square Arch vorbei kommt, wo er sich nach der Autofahrt von Chicago zum ersten Mal von Sally getrennt hat, erinnert er sich an viele Erlebnisse mit ihr. Als ihm klar wird, dass er sie liebt, eilt er zur Silvesterfeier und trifft dort auf Sally, die gerade aufbrechen will. Er gesteht Sally seine Liebe und beide küssen sich. Im letzten Einspieler mit den alten Liebespaaren, die in die Filmhandlung eingeflochten sind, treten nun auch Harry und Sally auf, die ihre lange, komplizierte Geschichte in Kurzfassung erzählen und ihre Hochzeit schildern.

## Synchronisation
Die deutsche Synchronfassung entstand bei der Deutschen Synchron in Berlin. Matthias Müntefering und Hans-Jürgen Wolf schrieben das Dialogbuch, Müntefering führte auch Regie.
| Rolle          | Darsteller        | Synchronsprecher         |
| -------------- | ----------------- | ------------------------ |
| Harry Burns    | Billy Crystal     | Joachim Tennstedt        |
| Sally Albright | Meg Ryan          | Ulrike Möckel            |
| Marie          | Carrie Fisher     | Kerstin Sanders-Dornseif |
| Jess           | Bruno Kirby       | Hans-Jürgen Wolf         |
| Joe            | Steven Ford       | Udo Schenk               |
| Alice          | Lisa Jane Persky  | Viola Sauer              |
| Amanda         | Michelle Nicastro | Ute Brankatsch           |
| Helen          | Harley Jane Kozak | Constanze Harpen         |
| Julian         | Franc Luz         | Raimund Krone            |

## Orgasmuslüge-Szene

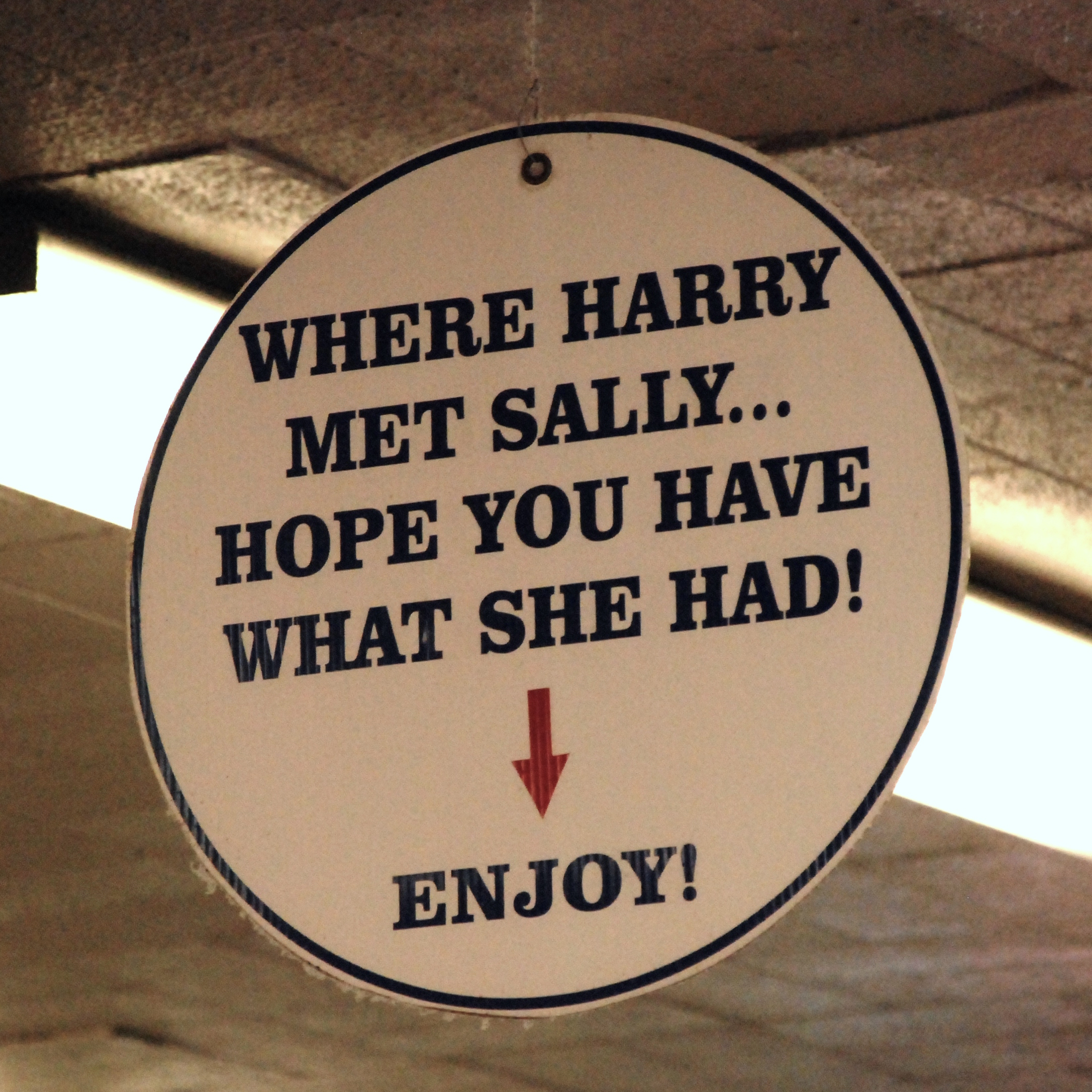
Das Schild in Katz’s Delicatessen (2008)

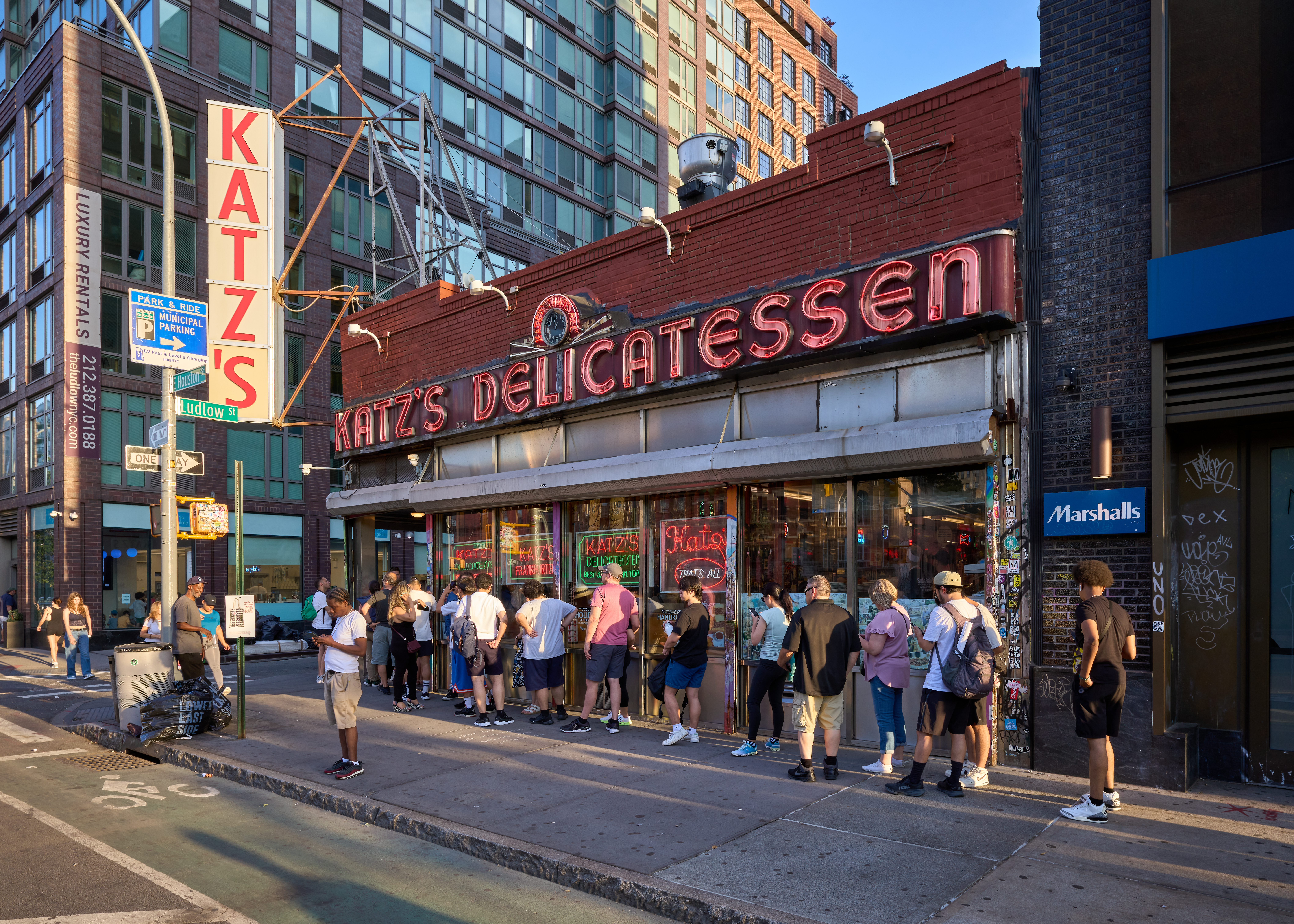
Das Katz’s Delicatessen-Restaurant in der Lower East Side (2024)

Eine berühmte Szene zeigt einen vorgetäuschten Orgasmus Sallys in Katz’s Delicatessen. Harry behauptet, ihm könne keine Frau einen Orgasmus vorspielen, ohne dass er es bemerkt. Sally behauptet das Gegenteil und spielt ihm dies, beobachtet von allen Gästen, eindrucksvoll vor. Nach dem Orgasmus-Vorführung von Sally verlangt eine ältere Dame am Nebentisch (gespielt von Rob Reiners Mutter Estelle Reiner) beim Kellner „genau das, was sie hatte“.
Das American Film Institute wählte diesen Satz, der in der Originalfassung „I’ll have what she’s having“ lautet, unter die 100 besten Filmzitate aus US-Filmen aller Zeiten auf Platz 33.
Die Szene spielt in Katz’s Delicatessen in der New Yorker Lower East Side, wo heute ein Schild über dem Tisch darauf hinweist. Meg Ryan und Billy Crystal mussten diese Einstellung lange proben, bis sie endlich so war, wie Rob Reiner sie haben wollte. Reiner erinnerte sich später an eine Test-Vorführung des Films, in der die anwesenden Frauen über die Szene lachten, die Männer aber still waren.

## Musik
Der Erfolg des Films dürfte auch an der Musikauswahl liegen, die sich aus Swingjazz (engl. standards) und Musikklassikern der Jahrzehnte bedient, in denen der Film spielt. Während einer Autofahrt von Chicago nach New York im Jahr 1977 sind beispielsweise die Jazz-Songs Love Is Here to Stay und Let’s Call the Whole Thing Off zu hören (beide geschrieben von George und Ira Gershwin), im Duett gesungen von Louis Armstrong und Ella Fitzgerald. Weitere Songs und Interpreten (Auswahl):
- Where or When, gesungen von Ella Fitzgerald
- Don't Pull Your Love, gesungen von Hamilton, Joe Frank, & Reynolds
- Ramblin’ Man von Allman Brothers Band
- Right Time of the Night, gesungen von Jennifer Warnes
- Winter Wonderland, gesungen von Ray Charles
- The Surrey with the Fringe on Top (aus Oklahoma!) mit Billy Crystal and Meg Ryan (Karaoke-Szene im Kaufhaus)
- Have Yourself a Merry Little Christmas, gesungen von Bing Crosby
- It Had to Be You, gesungen von Frank Sinatra

Die vorgenannten Musikstücke sind aber nicht auf dem Film-Soundtrack zu finden. Für diesen arrangierte Jazzsänger und Pianist Harry Connick jr. gemeinsam mit seinem Trio (Ben Wolfe, Jeff Watts) und dem Arrangeur Marc Shaiman Klassiker des Genres neu. Für Connick jr. war diese Veröffentlichung sein internationaler Durchbruch; er erhielt für das Album einen Grammy für die „Beste männliche Jazz-Sänger-Performance“ und erreichte Platz 1 der Jazz-Charts des Billboard-Magazins. Die musikalischen Arrangements waren außergewöhnlich. Als Beispiel soll das durch die Jahrzehnte stampfende und temporeich intonierte It Had To Be You genannt sein.

## Produktion
Das Budget des Films betrug rund 14,5 Millionen US-Dollar. Der Film wurde von Woody Allens Der Stadtneurotiker von 1977 inspiriert.

## Auszeichnungen
- Der Film erhielt fünf Nominierungen für den Golden Globe.
- Das Drehbuch von Nora Ephron erhielt eine Oscar-Nominierung.
- 2022 erfolgte die Aufnahme in das National Film Registry.

## Kritiken
„Es gibt Filme, die würde man sich niemals ein zweites Mal ansehen. Andere sollte man sogar zweimal ansehen. Und dann gibt es Filme, die kann man sich immer wieder anschauen. Rob Reiners leichtfüßige Beziehungskisten-Komödie gehört zu den letzteren.“

„Eine von hervorragenden Darstellern, pointierten Dialogen und einer behutsam-zurückhaltenden Inszenierung geprägte Komödie, die mit fröhlichem Witz und viel Humor einen ebenso amüsanten wie hintergründig-besinnlichen Kosmos menschlichen Miteinanders entwirft.“

## Harry-und-Sally-Syndrom
Entsprechend Harrys Behauptung über die Unmöglichkeit, eine rein platonische Beziehung zwischen Männern und Frauen oder Jungen und Mädchen führen zu können, wird diese Problematik tatsächlich manchmal als Harry-und-Sally-Syndrom bezeichnet. Dabei wird oft unterschieden, ob die Befreundeten selbst Partner haben oder Single sind.